# CRV7

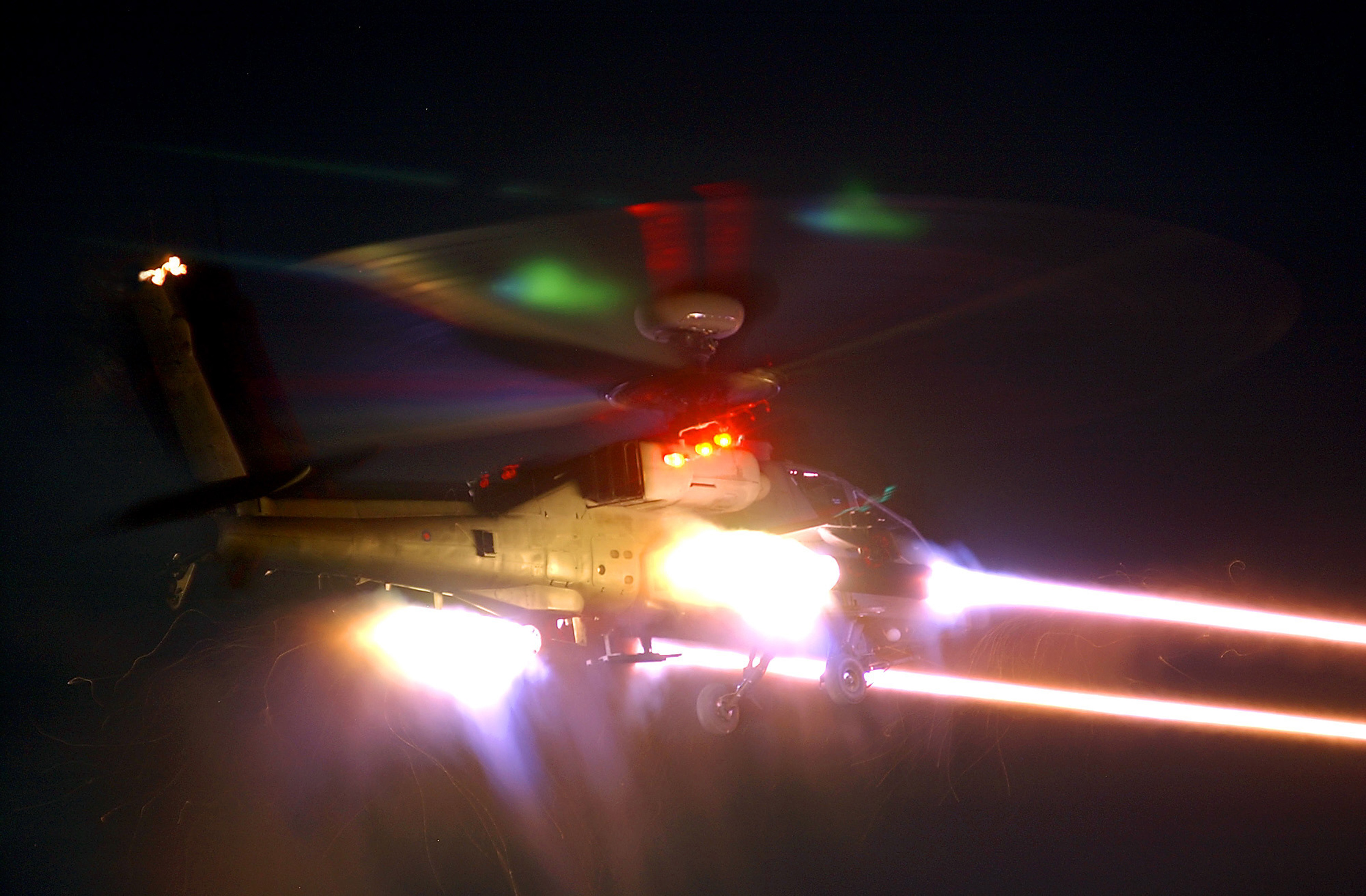
Um WAH-64 Apache disparando os seus mísseis CRV7.

O CRV7 é um míssil de ataque ao solo produzido pela Bristol Aerospace, em Winnipeg, Manitoba, Canadá. Quando foi introduzido pela primeira vez no início de 1970 era o maior foguete do mundo (70 mm), o primeiro com energia suficiente para penetrar nos hangares do Pacto de Varsóvia. O CRV7 permanece como o míssil mais poderoso até os dias atuais e, lentamente, se tornou padrão "de facto" para as forças ocidentais, pelo menos fora dos Estados Unidos.